# 上京塚町
上京塚町（かみきょうづかまち）は熊本県熊本市中央区の町名。郵便番号は862-0953。人口は104人、世帯数は87世帯（2024年8月1日現在）。丁目を持たない単独町名である。住居表示は全域で実施済み。

## 地理
熊本市中央区の東端に位置する。北で東区京塚本町、東側で東区尾ノ上、西側で水前寺、北東で上水前寺と隣接している。また、当地の大半を熊本県立熊本工業高等学校の敷地が占めている。

## 歴史
かつては健軍町字京塚上の南半分と、神水町の一部であった。

### 沿革
- 1970年（昭和45年）10月1日 - 健軍町字京塚上の南半分と、神水町の一部から上京塚町が成立。
- 2012年（平成24年）4月1日 - 熊本市が政令指定都市に移行した事に伴い、所属が熊本市中央区になる。

### 地名の由来
上京塚町の前身である健軍町字京塚上から取られており、京塚上から上京塚として継承したことが由来となっている。なお、京塚の由来については経塚が転化したものとされるが、未詳。

## 世帯数と人口
令和6年（2024年）8月1日現在の世帯数と人口は以下の通りである。
| 丁目     | 世帯数 | 人口  |
| -------- | ------ | ----- |
| 上京塚町 | 87世帯 | 104人 |

## 小・中学校の学区
市立小・中学校に通う場合、学区は以下の通りとなる。
| 番地 | 小学校             | 中学校             |
| ---- | ------------------ | ------------------ |
| 全域 | 熊本市立砂取小学校 | 熊本市立出水中学校 |

## 交通

### 道路
- 熊本東バイパス

### 鉄道
当地には鉄道は通っていない。鉄道を利用する場合の最寄り駅は熊本市交通局商業高校前停留場、あるいは健軍校前停留場となる。

### バス
九州産交バス
- 熊工前
  - K5-1 光の森産交→松の本～県庁前→桜町バスターミナル
  - K5-2 光の森産交→北バイパス～県庁前→桜町バスターミナル
  - K6-0 小峯営業所→京塚→県庁→大学病院→熊本駅

## 施設
- 熊本県立熊本工業高等学校